# O'Reilly Media

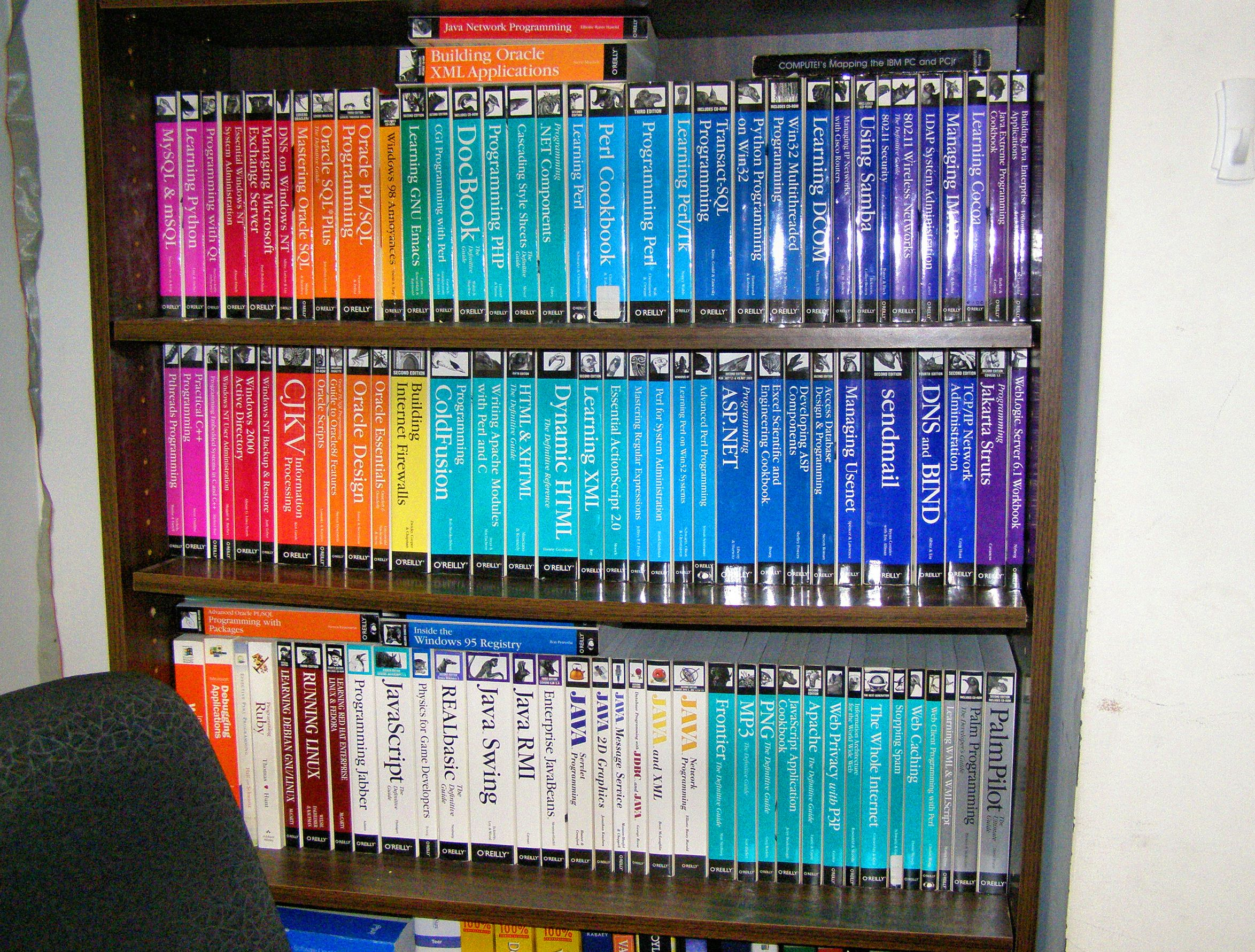
Книжки O'Reilly, розставлені за кольоровим кодом

O'Reilly Media (колишня O'Reilly & Associates) — американська видавнича компанія, заснована Тімом О'Рейлі в 1978 році. Публікує книги комп'ютерної тематики.
Видавництво відрізняють високі вимоги до змісту книг та системність подання матеріалів.
Відмітна особливість книг O'Reilly — кольорове кодування та характерне відтворення фрагментів дереворізів зображень різних тварин на більшості книг (за винятком серій Hacks і Head First), випущених цим видавництвом.
Видавництво проводить кілька конференцій, в тому числі:
- O'Reilly Open Source Convention (OSCON)
- O'Reilly Emerging Technology Conference